# Зоја Карбонопсина
Зоја Карбонопсина (умрла након 919. године) била је четврта супруга византијског цара Лава VΙ Мудрог и мајка цара Константина VΙΙ.

## Биографија
Зоја Карбонопсина је била у сродству са знаменитим историчаром Теофаном Ι Исповедником и нећака адмирала Химерија. Постала је Лавова љубавница, а крајем 905. му је родила сина Константина. Када ју је Лав почетком следеће године, настојећи тако себи обезбедити мушког наследника, оженио дошао је у сукоб са Црквом, односно цариградским патријархом Николом Мистиком, који је сматрао да четврти брак представља повреду канонског права. Лав је пронашао свештеника вољног да га венча, али је сукоб окончан тек када је 907. дао свргнути Николу и заменити га Еутимијем.
Када је године 912. године Лав умро, његов брат Александар је Николу вратио на место патријарха. Никола је сместа дао Зоју протерати из царске палате. Након Александрове смрти 913. се вратила у палату, али се Никола успео наметнути као регент малолетном цару и затворио ју је у манастир. Међутим, већ 914. године су Николини непопуларни уступци Бугарима ослабили његов ауторитет; исте је године био присиљен пустити Зоју из манастира и признати је као регента, док је заузврат задржао место патријарха.
Зојина владавину су означили покушаји супротстављања Бугарима. У ту је сврху након успешног похода на Јерменију 915. године склопила мир са Абасидским калифатом како би обезбедила своје северне границе. Амбициозни план да се са Бугарима и њиховим царем Симеоном обрачуна уз помоћ Печенеза је доживео катастрофалан неуспех; Печенези нису напали Бугаре са леђа, а византијска војска је катастрофално потучена код Анхијала 917. године. Зојини покушаји склапања савеза са Србима и Мађарима такође нису дали резултата, а понижавајући мировни споразум са Арапима на Сицилији јој је додатно поткопао популарност.
Коначно је 919. изведен пуч који је водио адмирал Роман Лакапин. Он је своју ћерку Хелену удао за Константина, себе поставио за регента, а Зоју, овај пут трајно, затворио у манастир.